# Lallio
Lallio – miejscowość i gmina we Włoszech, w regionie Lombardia, w prowincji Bergamo.
Według danych na styczeń 2009 gminę zamieszkiwały 4104 osoby przy gęstości zaludnienia 1918 os./1 km².